# Islamiska erövringen av Indien

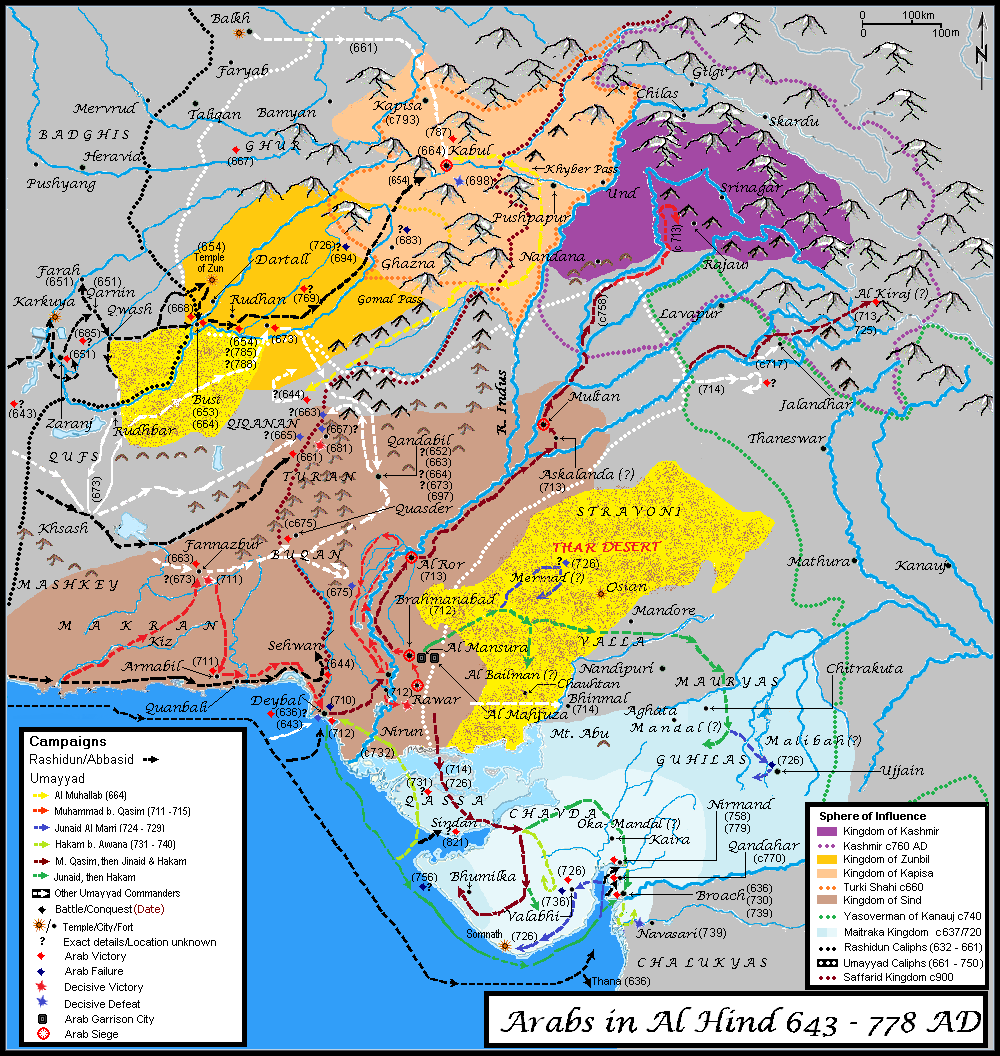
Arabsumf1

Den Islamiska erövringen av Indien, syftar på de vågor av invasioner som företogs av muslimska stater mot icke muslimska stater på den Indiska halvön (nuvarande Indien och Pakistan) mellan 700-talet och 1700-talet, men syftet att ena Indien under en muslimsk övermakt. Erövringarna hade en viss religiös karaktär, då de berättigades med religiös retorik och ofta omfattade förstörelse av hinduiska tempel och förslavande av civila ur motståndarsidan, vilket försvarades med religiösa argument. 

## Historik
Den första fasen varade mellan 700-talet och 900-talet. Under Umayyadkalifatets erövring av Sindh år 711 invaderades det hinduiska Indien (dåvarande Pakistan) av det muslimska Umayyadkalifatet, vilket resulterade i att kungariket Sindh inkorporerades i Umayyadkalifatet och etablerade en muslimsk politisk närvaro i Indien för första gången. De första stridigheterna med kalifatet hade inträffat så tidigt som 637, under den islamiska erövringen av Persien, men erövringen av Sindh var den första framgångsrika intrånget av en muslimsk makt i Indien. Kalifatet förlorade så småningom sitt inflytande. 
Den andra fasen ägde rum mellan 1000-talet och 1200-talet. Ghaznavidernas rike i Afghanistan under 1000-talet utfördes åtskilliga militära kampanjer från Afghanistan och senare från nordvästra hörnet av Indien (Pakistan) från deras sista huvudstad Lahore. 
Under Ghuriderna företogs kampanjer som utsträckte deras välde över norra Indien bort till Bengalen under 1100-talet. 
Den tredje fasen ägde rum mellan 1200-talet och 1500-talet. Delhisultanatet utbredde sig under denna tid över Nordindien och expanderade söderut över centrala Indien. Under denna period uppkom även mindre muslimska sultanat i Indien som också försökte expandera. 
Den fjärde fasen ägde rum mellan 1500-talet och 1700-talet. Denna fas bestod främst av Mogulrikets expansion från Nordindien över resten av kontinenten, ett uttalat mål som dock aldrig helt uppnåddes. Ytterligare en invasion bestod i det afghanska Durranirikets kortvariga invasion av Nordindien på 1700-talet. 
Vid Slaget vid Plassey år 1757 besegrades den muslimske härskaren av Bengalen av det brittiska Ostindiska kompaniet. Därefter bröts Mogulrikets dominans i Indien och ersattes av Marathariket, samtidigt som britternas långsamma expansion i Indien inleddes, en expansion som skulle fullbordas 1857. 